# العلاقات الباهاماسية الكندية
العلاقات الباهاماسية الكندية هي العلاقات الثنائية التي تجمع بين باهاماس وكندا.

## مقارنة بين البلدين
هذه مقارنة عامة ومرجعية للدولتين:
| وجه المقارنة                                              | باهاماس      | كندا                     |
| --------------------------------------------------------- | ------------ | ------------------------ |
| المساحة (كم2)                                             | 13.88 ألف    | 9.98 مليون               |
| عدد السكان (نسمة)                                         | 395.36 ألف   | 35.70 مليون              |
| الكثافة السكانية (ن./كم²)                                 | 28.48        | 3.58                     |
| العاصمة                                                   | ناساو        | أوتاوا                   |
| اللغة الرسمية                                             | لغة إنجليزية | لغة إنجليزية، لغة فرنسية |
| العملة                                                    | دولار بهامي  | دولار كندي               |
| الناتج المحلي الإجمالي (بليون دولار)                      | 12.16 مليار  | 1.65 تريليون             |
| الناتج المحلي الإجمالي (تعادل القوة الشرائية) بليون دولار | 8.92 مليار   | 1.59 تريليون             |
| الناتج المحلي الإجمالي الاسمي للفرد دولار أمريكي          | 22.82 ألف    | 43.25 ألف                |
| الناتج المحلي الإجمالي للفرد دولار أمريكي                 |              | 45.07 ألف                |
| مؤشر التنمية البشرية                                      | 0.790        | 0.913                    |
| رمز المكالمات الدولي                                      | +1242        | +1                       |
| رمز الإنترنت                                              | .bs          | .ca                      |
| المنطقة الزمنية                                           | 00           |                          |

## منظمات دولية مشتركة
يشترك البلدان في عضوية مجموعة من المنظمات الدولية، منها:
| علم المنظمة | اسم المنظمة                               | تاريخ انضمام باهاماس | تاريخ انضمام كندا |
| ----------- | ----------------------------------------- | -------------------- | ----------------- |
|             | مؤسسة التنمية الدولية                     | 23 يونيو 2008        | 24 سبتمبر 1960    |
|             | مؤسسة التمويل الدولية                     | 8 ديسمبر 1986        | 20 يوليو 1956     |
|             | منظمة حظر الأسلحة الكيميائية              | ?                    | ?                 |
|             | الأمم المتحدة                             | 18 سبتمبر 1973       | 9 نوفمبر 1945     |
|             | الاتحاد الدولي للاتصالات                  | 19 أغسطس 1974        | 1 يوليو 1908      |
|             | بنك التنمية الكاريبي ‏                     | ?                    | ?                 |
|             | منظمة الشرطة الجنائية الدولية             | ?                    | ?                 |
|             | البنك الدولي للإنشاء والتعمير             | 21 أغسطس 1973        | 27 ديسمبر 1945    |
|             | الاتحاد البريدي العالمي                   | ?                    | ?                 |
|             | المركز الدولي لتسوية المنازعات الاستشارية | 18 نوفمبر 1995       | 1 ديسمبر 2013     |
|             | وكالة ضمان الاستثمار متعدد الأطراف        | 4 أكتوبر 1994        | 12 أبريل 1988     |
|             | يونسكو                                    | 23 أبريل 1981        | 4 نوفمبر 1946     |
|             | الفريق المعني برصد الأرض                  | ?                    | ?                 |
|             | دول الكومنولث                             | ?                    | ?                 |

## وصلات خارجية
- موقع وزارة الخارجية الكندية